# جوراب واریس

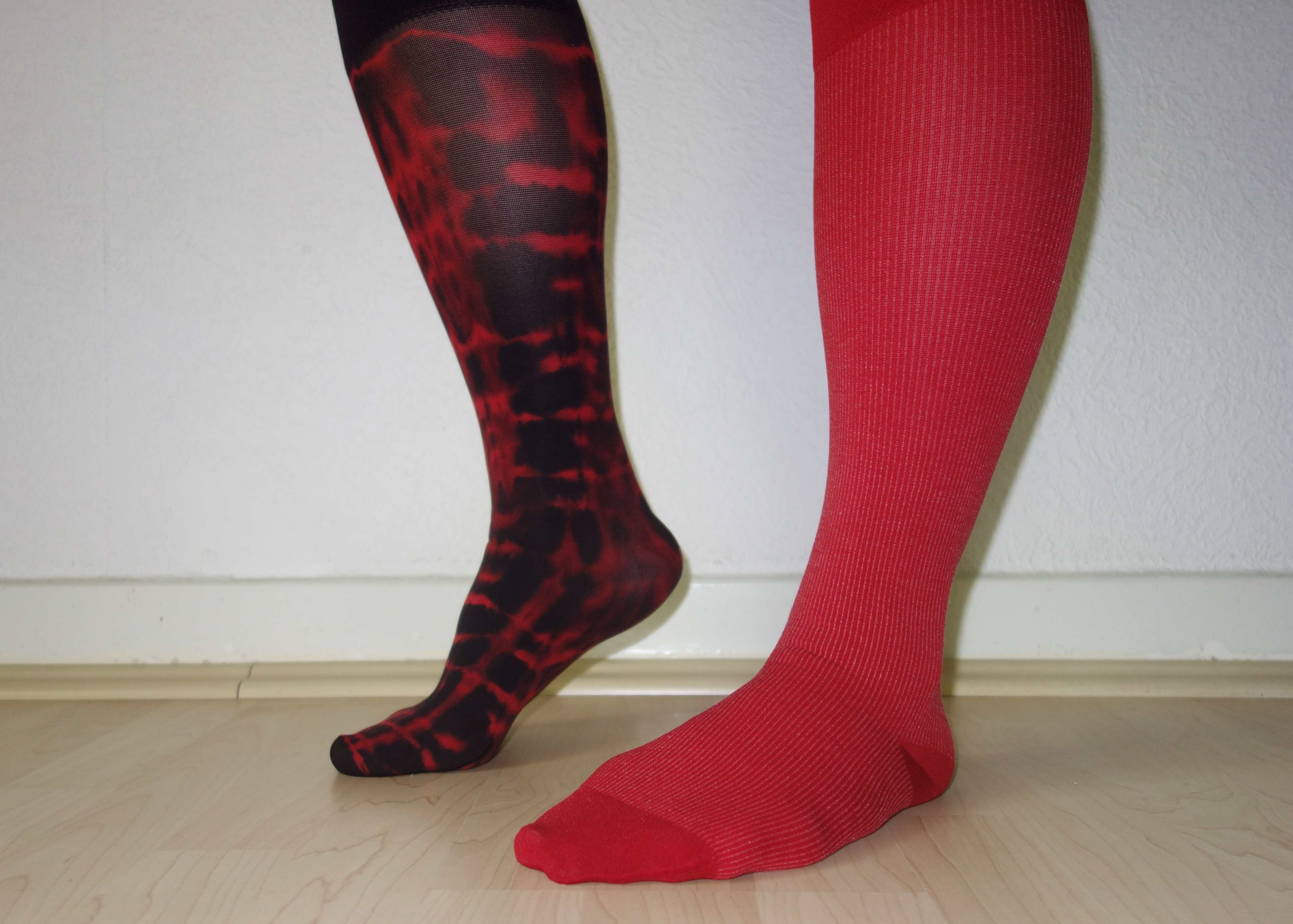
جوراب واریس

جوراب واریس یا جوراب ساپورت به جوراب‌هایی گفته می‌شوند که به گردش خون کمک می‌کنند.

## انواع و ساختار
جوراب واریس ممکن است جوراب کوتاه یا بلند یا به صورت جوراب شلواری باشد. به انواع لطیف جوراب واریس که قابلیت کشسانی زیاد و فشاری ملایم تری دارد ممکن است جوراب ساپورت گفته شود. این نوع معمولاً براق است و به راحتی دیده نمی‌شود.

## عملکرد
این جوراب باعث بالا راندن خون در پا شده و خستگی و متورم شدن پاها و رگها را کاهش می‌دهد. زنان و مردانی که از پاهای متورم، رگ‌های واریسی، گردش خون ضعیف یا توانبخشی پس از عمل جراحی رنج می‌برند ممکن است از جوراب واریس استفاده کنند.
در انواع طبی آن معمولاً فشار جوراب در ناحیه‌های مختلف متفاوت است. نوع شلواری این جوراب‌ها شکم را نیز نگه می‌دارد و ران‌ها را به سمت بالا فشار می‌دهد.
بهتر است در هنگام بیدار شدن از خواب جوراب‌ها قبل از اینکه فرد از رختخواب خارج شود استفاده شود. همچنین توصیه میشود برای تمام روز از جوراب استفاده شود.
مطالعه ای که در مجله آمریکایی پرستاری در آگوست 2008 منتشر شد ، نشان داد که سایز جوراب های واریس در کمتر از 30 درصد موارد مورد مطالعه اشتباه بوده است. 